# Michel Parisse

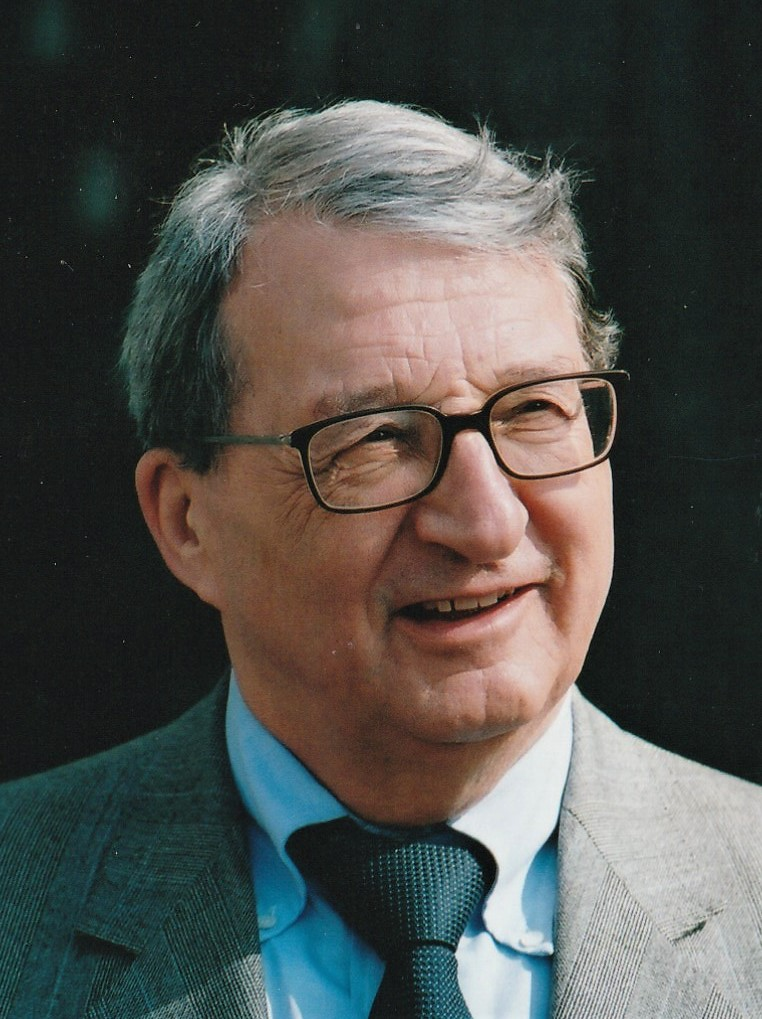
Michel Parisse, aufgenommen 2004 von Werner Maleczek auf einer Reichenau-Tagung des Konstanzer Arbeitskreises für mittelalterliche Geschichte

Michel Parisse (* 1. Mai 1936 in Void-Vacon, Département Meuse, Lothringen; † 5. April 2020 in Paris) war ein französischer Historiker. Er gehörte zu den führenden französischen Kennern der deutschen Geschichte im Mittelalter. In seiner Forschungstätigkeit widmete er sich vor allem der kirchlichen und religiösen Entwicklung Lothringens.

## Leben und Wirken
Michel Parisse besuchte das Gymnasium in Nancy. Nach der Agrégation d’histoire war er Lehrer an einem Gymnasium in Metz. Im Jahr 1965 wurde er wissenschaftlicher Assistent am Lehrstuhl von Jean Schneider an der Universität Nancy. Seine Thèse d’Etat (damalige Habilitation in Frankreich) befasste sich mit dem Adel in Lothringen vom 11. bis zum 13. Jahrhundert. Im Jahr 1975 wurde er Professor für Geschichte des Mittelalters an der Universität Nancy. Dort war er Leiter eines Forschungszentrums für die Geschichte und die Edition mittelalterlicher Texte (ARTEM). Von 1985 bis 1991 war er Direktor der Mission historique française en Allemagne in Göttingen. Gemeinsam mit dem dortigen Max-Planck-Institut für Geschichte wurden mehrfach Kolloquien und Tagungen durchgeführt und so die Zusammenarbeit zwischen deutscher und französischer Mediävistik intensiviert. Von 1993 bis zu seiner Emeritierung 2002 lehrte er an der Universität Paris I als Professor für Geschichte des Mittelalters.
Parisse war ordentliches Mitglied des Konstanzer Arbeitskreises für Mittelalterliche Geschichte (seit 1994), korrespondierendes Mitglied der Mainzer Akademie der Wissenschaften (seit 1997), korrespondierendes Mitglied der Zentraldirektion der Monumenta Germaniae Historica (seit 1999), der Académie de Stanislas in Nancy und der Akademie der Wissenschaften zu Göttingen (seit 2005) sowie Mitglied der Académie nationale de Metz und der Société des antiquaires de France. Parisse wurde mit dem Bundesverdienstkreuz geehrt. Ihm wurde 2000 von der Freien Universität Berlin die Ehrendoktorwürde verliehen, insbesondere für sein Verdienst um die deutsch-französischen Wissenschaftsbeziehungen.
Seine Spezialgebiete waren das mittelalterliche Lothringen, das Mönchtum, die Diplomatik und das mittelalterliche Deutschland. Parisse publizierte zahlreiche Arbeiten zur deutschen Verfassungs-, Gesellschafts- und Kirchengeschichte. Er edierte Briefe von Frothaire de Toul und Diplome Theobalds I., Herzog von Lothringen. Von ihm erschien 1997 eine Neuausgabe der ersten Vita Bischof Brunos von Toul (Papst Leos IX.). Er legte eine lateinisch-französische Ausgabe der Vita des Johannes von Gorze vor. Seine Arbeiten De la Meuse à l’Oder. L’Allemagne au XIIIe siècle. L’Allemagne au XIIIe siècle. (1994) und Allemagne et Empire au Moyen Âge machten ihn zu einem führenden französischen Kenner der deutschen Geschichte im Mittelalter. Er leitete 2000 auf dem 43. Historikertag in Aachen die Sektion „Karl der Große zwischen Faktizität und Aktualität“.
Er starb 2020 während der COVID-19-Pandemie in Frankreich an COVID-19. In Würdigung seiner wissenschaftlichen Leistungen veranstaltete das Deutsche Historische Institut Paris gemeinsam mit dem Laboratoire de Médiévistique occidentale de Paris (LaMOP, UMR 8589) / Université Paris1-Panthéon-Sorbonne im Mai 2022 die Tagung „Von Frankreich über Lothringien nach Deutschland: der Weg eines europäischen Universitätslehrers“.

## Schriften (Auswahl)
Schriftenverzeichnis
- Liste des publications de Michel Parisse. In: Annales de l'Est. 72, 2022, Nr. 1 & 2, S. 27–57.

Monographien
- Noblesse et chevalerie en Lorraine médiévale. Les familles nobles du XIe au XIIIe siècle (= Publications Université de Nancy. Bd. 2). Service des publications de l’Université de Nancy, Nancy 1982, ISBN 2-86480-127-2.
- De la Meuse à l’Oder. L’Allemagne au XIIIe siècle. L’Allemagne au XIIIe siècle. Picard, Paris 1994, ISBN 2-7084-0471-7.
- Allemagne et Empire au Moyen Âge (= Collection Carré histoire. Bd. 57). Hachette, Paris 2002, ISBN 2-01-145175-2.
- Religieux et religieuses en Empire: du Xe au XIIe siècle (= Les médiévistes français. Bd. 11). Picard, Paris 2011, ISBN 978-2-7084-0908-8.

Herausgeberschaften
- mit Otto Gerhard Oexle: L’abbaye de Gorze au Xe siècle. Presses Universitaires de Nancy, Nancy 1993, ISBN 2-86480-681-9.